# Asarina
Genre
Classification APG III (2009)
Asarina est un genre de plantes à fleurs de la famille des Scrophulariaceae, classé depuis 2009 parmi les Plantaginaceae.

## Liste d'espèces
Selon BioLib (27 septembre 2024) et NCBI (27 septembre 2024) :
- Asarina procumbens - seule espèce européenne

Selon GRIN (29 déc. 2017) :
- Asarina barclayana
- Asarina erubescens (D. Don) Pennell
- Asarina lophospermum (L. H. Bailey) Pennell
- Asarina procumbens Mill.